# میتون چاکرابورتی
میتون چاکرابورتی (انگلیسی: Mithun Chakraborty؛ زادهٔ ۱۶ ژوئن ۱۹۵۰) یک هنرپیشه و نماینده مجلس بنگال غربی اهل هند است. وی از سال ۱۹۷۶ میلادی تاکنون مشغول فعالیت بوده‌است.
از فیلم‌ها یا برنامه‌های تلویزیونی که وی در آن نقش داشته‌است می‌توان به شانس، رقصنده دیسکو (فیلم) ورقص رقص (فیلم) اشاره کرد.
وی همچنین برنده جوایزی همچون جوایز فیلم‌فیر شده‌است.

## فیلم‌شناسی
فهرست برخی از فیلم‌هایی که میتون چاکرابورتی در آن‌ها به ایفای نقش پرداخته‌است:
- شانس
- بوکسور
- چیتا
- تکاور
- قلب حقیقت را می‌داند
- راکی
- خوش شانس
- قهرمانان
- یووراج
- از چاندی چوک به چین
- لگد
- هرج و مرج ۳
- رئیس
- بازیکن ۷۸۶
- اوه خدای من!
- خانه شلوغ ۲
- ویر
- جنگ
- مرد خائن
- ایثار
- اعلان
- گورو
- مسیر آتش
- خدای عشق
- مجرم
- منطقه
- متعهد عشق
- رقصنده دیسکو
- جاگیر
- دل دادیم
- غلامی
- گورو
- وقت آواز
- نگهبان وطن
- انسان بیدار
- شطرنج
- با توانایی‌های خودم
- آهن
- رقص رقص
- گوپالا گوپالا
- آتش فقط آتش
- گل و آتش
- یام‌راج
- استاد در بین همه استادان
- سوگند
- پدربزرگ صاحب
- سلطان
- خلافکار
- ترینترا
- من قوی هستم
- به ما دست نزنید
- بدهی عشق
- اختلاف
- پادشاه خیابان
- کرشمه قدرت
- بازی
- شراره
- با عزت زندگی می‌کنیم
- کانچی: شکست‌ناپذیر
- قفل کردن
- اسم من آنتونی گونسالوز است
- معبد عشق
- جرقه
- سرگرمی
- سوامی ویوکاناندا
- باشکوه
- خاطرات در مه
- لباس مرا دنبال کن
- تادیپار
- الهی
- آشانتی
- دلسوز
- پرواز
- تله
- قسم به مادرم
- ازدواج عاشقانه
- عشق هرگز شکست نمی‌خورد
- توطئه
- امنیت
- پرونده‌های تاشکند
- از زور استفاده کن...هی!
- آخرین غلام
- دشمن
- رو در رو
- اکنون عدالت برقرار خواهد شد
- آتش
- تکبر
- عشق اینجوری کجاست
- سوبهاس صحبت می‌کند
- نور جاویدان
- اخگر
- آویناش
- بگذار یک موضوع باشد
- بیست سال بعد
- بی‌پناه
- فرشته سرنوشت
- فساد اداری
- سی کمپانی
- یوزپلنگ
- زورگویی
- دانه و آب
- بخشنده
- دلال
- دیوانه اسم توست